# Lucian Bălan
Lucian Bălan (n. 25 iunie 1959, București, România – d. 12 noiembrie 2015, Baia Mare, România) a fost un fotbalist român, care a jucat în Echipa națională de fotbal a României.
A debutat la 11 ani, la Autobuzul București. Se mută în Maramureș și joacă la Minerul Cavnic, între anii 1976 și 1978. A evoluat apoi șapte sezoane la FC Baia Mare, promovând în Divizia A cu această formație. În 1985 s-a transferat la Steaua București cu care a câștigat Cupa Campionilor Europeni la 7 mai 1986, când roș-albaștrii au învins-o pe FC Barcelona după lovituri de departajare, în cele 90 de minute și în prelungiri scorul fiind egal, 0-0. Bălan a câștigat cu Steaua și Supercupa Europei, când militarii au depășit-o pe Dinamo Kiev, la Monte Carlo, la 24 februarie, cu scorul de 1-0. Mijlocașul s-a transferat în străinătate, în 1989, în campionatul belgian, la Klub Beerschot, și apoi în Primera Division (Spania), la Real Murcia. Revine la Steaua, în 1990, unde joacă returul și apoi se retrage. În vara 2010 a lucrat pentru o perioadă de două luni la una din grupele de juniori ale Stelei, fiind demis în septembrie 2010.
Palmares: de patru ori campion al României și trei Cupe ale României cucerite cu Steaua București. Câștigător (1986) și finalist (1989) al Cupei Campionilor Europeni. Câștigător al Supercupei Europei (1987) cu Steaua. O finală de Cupa Intercontinentală (1987) cu Steaua. A jucat 232 de jocuri în Divizia A și a marcat de 17 ori. O selecție în echipa națională. Maestru internațional al sportului. Deținător al decorației Meritului sportiv - clasa I.
În martie 2008 a fost decorat cu Ordinul „Meritul Sportiv” Clasa a II-a.